# 徐根宝
徐根宝（1944年1月26日（农历正月初二）—），上海人，中国足球运动员、教练员、前国足队长,被尊称为“中国青训教父”。现任上港集团足球俱乐部总顾问，曾为中超球队上海东亚俱乐部总教练兼主席，也曾担任过中国国家足球队主教练，俱乐部层面带领上海申花、大连万达夺取联赛冠军，执教次级联赛球队广州松日、上海中远晋级顶级联赛。2014年10月26日，徐根宝结束了其足球生涯，其弟子兼足球教练的高洪波评价：他（徐根宝）完成了一次非常完美的谢幕，为中国足球奋斗了一生。

## 球员生涯
学球开始于上海市静安区少体校，授业恩师是林耀清（徐根宝后来弟子、前国脚林志桦之父）。由于身体素质的原因未被上海队选中，辗转入选了南京部队队，之后又进入了八一队。1966年-1975年，为中国国家足球队队员，曾担任队长，主要司职左后卫。

## 执教生涯
退役后，徐根宝开始了足球教练的生涯。1984年-1986年在北京体育学院进修两年。1989年，徐根宝率领由青年球员组成的国二队夺得了国内联赛的冠军，使中国足坛为之震惊，也由此成为了国内最著名的教练之一。
1990年-1992年，出任中国国家奥林匹克足球队（青年队）的教练，后短暂出任中国国家足球队教练。1993年-1996年，中国职业足球联赛开始后，出任上海申花的主教练，以其充满争议的“抢逼围”战术和充满激情的带队风格，独立于中国足坛。其中，1995年更以“十连胜”的战绩夺得联赛冠军，达到了其足球事业的高峰。
1997年，由于申花定下了长期聘请外籍主教练的方针，徐根宝离开了申花，率领刚刚降入甲B联赛的广州松日。在赛季开始前，徐根宝令人惊讶的许下了“冲不上甲A，从此不当教练”的诺言，结果他用一年时间就率队重新回到了顶级联赛。不过松日队在最后一轮前落后河南建业2分，因而幸亏上海豫园在最后逼平了对手，才帮助松日升入甲A。徐根宝在球场上被人群包围时得知了这一消息后，说了“谢天、谢地、谢人”的名言。
1998年，他又带领申花的死敌大连万达夺得联赛冠军，成为中国职业联赛历史上第一位也是迄今为止唯一一位率领不同球队夺得联赛冠军的主教练。同时，他还率领球队打入亚俱杯决赛，惜最终在点球大战中不敌对手韩国浦项制铁队。然而第二年由于种种问题，球队成绩不佳，徐根宝因此辞职，第一次淡出职业联赛。
2001年，重新出山的徐根宝率领上海中远获得甲B联赛冠军而升入甲A，造就了顶级联赛第一次上海德比，不过徐根宝却转而回到了申花。
2002年初，申花俱乐部由于上海市高层的干预发生重大变革，徐根宝重新成为申花主帅，而队中的一些绝对主力，包括申思、祁宏等1994-96年时徐根宝麾下的球员，却转会同城新对手上海中远。2002年联赛第一轮，中远力克申花，申思更是激动异常的大喊“徐根宝”。徐根宝此次执教成绩上并不成功，结果仅进行了十轮联赛便宣告辞职，第二次离开职业联赛。
2005年12月25日，上海东亚足球俱乐部成立，徐根宝成为主席，率队参加中国足球乙级联赛。2007年，同时担任主席兼总教练，球队获得乙级联赛冠军而升入甲级。此后徐根宝虽不再担任主教练，但仍然是球队的主席和重要决策者。
2009年8月1日，带领全部由上海东亚球员组成的上海全运男子足球队获得第十一届全国运动会男子足球A组金牌。
2024年第一届全国青少年三大球运动会男足比赛期間，徐根宝出任上海队总教练。

## 发掘人才及青少年训练
徐根宝担任上海申花教练时期，93年把范志毅、祁宏、谢晖和吴承瑛等推上球队主力，而这四位更是国家足球队的重要成员。
他长年关注青少年球员的训练，1995年他成立了著名的上海有线02，培养出了杜威、孙吉、孙祥、于涛等球员。
2002年离开联赛主帅位置后，他投入设立于崇明岛的根宝足球基地，已为中国各级男子足球队输送了不少球员，包括张琳芃、武磊、王佳玉、曹赟定、顾超、王云龙、唐佳庶、张成林、吕文君、颜骏凌、柏佳骏、姜至鹏、姜嘉俊、郑凯木、朱峥嵘、王俊、刘畅、蔡慧康等。

## 远赴西班牙
2015年11月，徐根宝正式收购了西班牙第三级联赛的球队洛尔卡足球俱乐部。2018年夏天，他正式出售洛尔卡俱乐部。

## 荣誉

### 球员生涯
八一队
- 全国足球联赛冠军 (1): 1974

### 执教荣誉
中国国家二队
- 中国足球甲A联赛冠军 (1): 1989[a]

上海申花
- 中国足球甲A联赛冠军 (1): 1995
- 中国足球超霸杯冠军 (2): 1995，2001

大连万达
- 中国足球甲A联赛冠军 (1): 1998

上海中远
- 中国足球甲B联赛冠军 (1): 2001

上海东亚
- 中国足球乙级联赛冠军 (1)：2007
- 中国足球甲级联赛冠军 (1)：2012

上海足球队
- 全运会男足甲组冠军(1)：2009

### 个人荣誉
- 中国足球甲A联赛最佳教练 (2): 1995，1998